# 6e étape du Tour d'Italie 2025
Pour un article plus général, voir Tour d'Italie 2025.
La 6e étape du Tour d'Italie 2025 se déroule le jeudi 15 mai 2025 entre Potenza, en Basilicate et Naples, en Campanie, sur une distance de 226 km.

## Parcours
La plus longue étape du Giro 2025 (226 km) avec un départ à Potenza présente deux premiers tiers d'étape accidentés comprenant un long col de 2e catégorie, le Velico di Monte Carruozzo puis un col de 3e catégorie. Ensuite, le dernier tiers du parcours menant à Naples ne présente guère de difficultés. En fin d'étape, les coureurs contournent le Vésuve par le nord avant de se diriger vers la baie de Naples puis la Via Caracciolo où est tracée la ligne d'arrivée.

## Déroulement de la course
Cette 6e étape est marquée par une grosse chute au sein du peloton qui contraint Jai Hindley (coéquipier de Primož Roglič), Juri Hollmann (coéquipier du vainqueur de l'étape Kaden Groves), et Dion Smith à l'abandon. Il a également été décidé qu'aucun point ou seconde de bonification ne serait attribué au dernier sprint Red Bull KM et à l'arrivée et que tous les coureurs seraient crédités du même temps que le vainqueur d'étape sur la ligne d'arrivée.
Après une très longue échappée, Taco van der Hoorn (Intermarché Wanty) et Enzo Paleni (Groupama FDJ) sont repris par le peloton à 2,5 km de l'arrivée. Après le passage sous la flamme rouge, Wout van Aert prend une petite avance sur le peloton mais il ne peut résister au retour de celui-ci. Kaden Groves gagne facilement le sprint.

## Résultats

### Classement de l'étape
| \| Classement de l'étape \| Classement de l'étape \| Classement de l'étape \| Classement de l'étape \| Classement de l'étape \| \| Coureur \| Coureur \| Pays \| Équipe \| Temps \| \| --------------------- \| --------------------- \| --------------------- \| ----------------------------- \| --------------------- \| \| 1er \| Kaden Groves \| Australie \| Alpecin-Deceuninck \| 4 h 59 min 52 s \| \| 2e \| Milan Fretin \| Belgique \| Cofidis \| + 0 s \| \| 3e \| Paul Magnier \| France \| Soudal Quick-Step \| + 0 s \| \| 4e \| Max Kanter \| Allemagne \| XDS Astana Team \| + 0 s \| \| 5e \| Giovanni Lonardi \| Italie \| Team Polti VisitMalta \| + 0 s \| \| 6e \| Maikel Zijlaard \| Pays-Bas \| Tudor Pro Cycling Team \| + 0 s \| \| 7e \| Martin Marcellusi \| Italie \| VF Group-Bardiani CSF-Faizanè \| + 0 s \| \| 8e \| Luca Mozzato \| Italie \| Arkéa-B&B Hotels \| + 0 s \| \| 9e \| Matevž Govekar \| Slovénie \| Bahrain Victorious \| + 0 s \| \| 10e \| Olav Kooij \| Pays-Bas \| Team Visma \\| Lease a Bike \| + 0 s \| |                   |           |                               |                 |
| |                   |           |                               |                 |
| Source : ProCyclingStats |                   |           |                               |                 |
| Classement de l'étape |                   |           |                               |                 |
| Coureur | Coureur           | Pays      | Équipe                        | Temps           |
| 1er | Kaden Groves      | Australie | Alpecin-Deceuninck            | 4 h 59 min 52 s |
| 2e | Milan Fretin      | Belgique  | Cofidis                       | + 0 s           |
| 3e | Paul Magnier      | France    | Soudal Quick-Step             | + 0 s           |
| 4e | Max Kanter        | Allemagne | XDS Astana Team               | + 0 s           |
| 5e | Giovanni Lonardi  | Italie    | Team Polti VisitMalta         | + 0 s           |
| 6e | Maikel Zijlaard   | Pays-Bas  | Tudor Pro Cycling Team        | + 0 s           |
| 7e | Martin Marcellusi | Italie    | VF Group-Bardiani CSF-Faizanè | + 0 s           |
| 8e | Luca Mozzato      | Italie    | Arkéa-B&B Hotels              | + 0 s           |
| 9e | Matevž Govekar    | Slovénie  | Bahrain Victorious            | + 0 s           |
| 10e | Olav Kooij        | Pays-Bas  | Team Visma \| Lease a Bike    | + 0 s           |

### Points attribués pour le classement par points
| Sprint intermédiaire Muro Lucano (km 42,5) | Sprint intermédiaire Muro Lucano (km 42,5) | Sprint intermédiaire Muro Lucano (km 42,5) | Sprint intermédiaire Muro Lucano (km 42,5) | Sprint intermédiaire Muro Lucano (km 42,5) |
| ------------------------------------------ | ------------------------------------------ | ------------------------------------------ | ------------------------------------------ | ------------------------------------------ |
|                                            | Coureur                                    | Pays                                       | Équipe                                     | Point(s)                                   |
| 1er                                        | Enzo Paleni                                | France                                     | Groupama - FDJ                             | 12                                         |
| 2e                                         | Taco van der Hoorn                         | Pays-Bas                                   | Intermarché - Wanty                        | 8                                          |
| 3e                                         | Lorenzo Fortunato                          | Italie                                     | XDS Astana Team                            | 5                                          |
| 4e                                         | Lucas Hamilton                             | Australie                                  | INEOS Grenadiers                           | 3                                          |
| 5e                                         | Mads Pedersen                              | Danemark                                   | Lidl-Trek                                  | 1                                          |
| modifier                                   |                                            |                                            |                                            |                                            |

| Sprint intermédiaire Lioni (km 88,4) | Sprint intermédiaire Lioni (km 88,4) | Sprint intermédiaire Lioni (km 88,4) | Sprint intermédiaire Lioni (km 88,4) | Sprint intermédiaire Lioni (km 88,4) |
| ------------------------------------ | ------------------------------------ | ------------------------------------ | ------------------------------------ | ------------------------------------ |
|                                      | Coureur                              | Pays                                 | Équipe                               | Point(s)                             |
| 1er                                  | Enzo Paleni                          | France                               | Groupama - FDJ                       | 12                                   |
| 2e                                   | Taco van der Hoorn                   | Pays-Bas                             | Intermarché - Wanty                  | 8                                    |
| 3e                                   | Jensen Plowright                     | Australie                            | Alpecin - Deceuninck                 | 5                                    |
| 4e                                   | Olav Kooij                           | Pays-Bas                             | Team Visma \| Lease a Bike           | 3                                    |
| 5e                                   | Mads Pedersen                        | Danemark                             | Lidl-Trek                            | 1                                    |
| modifier                             |                                      |                                      |                                      |                                      |

### Points attribués pour le classement du meilleur grimpeur
| Velico di Monte Carruozzo (km 56,5) 2e catégorie (19,8 km à 3,7%) | Velico di Monte Carruozzo (km 56,5) 2e catégorie (19,8 km à 3,7%) | Velico di Monte Carruozzo (km 56,5) 2e catégorie (19,8 km à 3,7%) | Velico di Monte Carruozzo (km 56,5) 2e catégorie (19,8 km à 3,7%) | Velico di Monte Carruozzo (km 56,5) 2e catégorie (19,8 km à 3,7%) |
| ----------------------------------------------------------------- | ----------------------------------------------------------------- | ----------------------------------------------------------------- | ----------------------------------------------------------------- | ----------------------------------------------------------------- |
|                                                                   | Coureur                                                           | Pays                                                              | Équipe                                                            | Point(s)                                                          |
| 1er                                                               | Lorenzo Fortunato                                                 | Italie                                                            | XDS Astana Team                                                   | 18                                                                |
| 2e                                                                | Taco van der Hoorn                                                | Pays-Bas                                                          | Intermarché - Wanty                                               | 8                                                                 |
| 3e                                                                | Enzo Paleni                                                       | France                                                            | Groupama - FDJ                                                    | 6                                                                 |
| 4e                                                                | Steven Kruijswijk                                                 | Pays-Bas                                                          | Team Visma \| Lease a Bike                                        | 4                                                                 |
| 5e                                                                | Filippo Baroncini                                                 | Italie                                                            | UAE Team Emirates XRG                                             | 2                                                                 |
| 6e                                                                | Edoardo Affini                                                    | Italie                                                            | Team Visma \| Lease a Bike                                        | 1                                                                 |
| modifier                                                          |                                                                   |                                                                   |                                                                   |                                                                   |

| Monteforte Irpino (km 145,5) 3e catégorie (14,6 km à 2,2%) | Monteforte Irpino (km 145,5) 3e catégorie (14,6 km à 2,2%) | Monteforte Irpino (km 145,5) 3e catégorie (14,6 km à 2,2%) | Monteforte Irpino (km 145,5) 3e catégorie (14,6 km à 2,2%) | Monteforte Irpino (km 145,5) 3e catégorie (14,6 km à 2,2%) |
| ---------------------------------------------------------- | ---------------------------------------------------------- | ---------------------------------------------------------- | ---------------------------------------------------------- | ---------------------------------------------------------- |
|                                                            | Coureur                                                    | Pays                                                       | Équipe                                                     | Point(s)                                                   |
| 1er                                                        | Enzo Paleni                                                | France                                                     | Groupama - FDJ                                             | 9                                                          |
| 2e                                                         | Taco van der Hoorn                                         | Pays-Bas                                                   | Intermarché - Wanty                                        | 4                                                          |
| 3e                                                         | Lorenzo Fortunato                                          | Italie                                                     | XDS Astana Team                                            | 2                                                          |
| 4e                                                         | Christian Scaroni                                          | Italie                                                     | XDS Astana Team                                            | 1                                                          |
| modifier                                                   |                                                            |                                                            |                                                            |                                                            |

## Classements à l'issue de l'étape

### Classement général
| \| Classement général \| Classement général \| Classement général \| Classement général \| Classement général \| \| Coureur \| Coureur \| Pays \| Équipe \| Temps \| \| ------------------ \| ------------------ \| ------------------ \| ----------------------- \| ------------------ \| \| 1er \| Mads Pedersen \| Danemark \| Lidl-Trek \| 20 h 11 min 44 s \| \| 2e \| Primož Roglič \| Slovénie \| Red Bull-Bora-Hansgrohe \| + 17 s \| \| 3e \| Mathias Vacek \| Tchéquie \| Lidl-Trek \| + 24 s \| \| 4e \| Brandon McNulty \| États-Unis \| UAE Team Emirates XRG \| + 31 s \| \| 5e \| Isaac Del Toro \| Mexique \| UAE Team Emirates XRG \| + 32 s \| \| 6e \| Juan Ayuso \| Espagne \| UAE Team Emirates XRG \| + 35 s \| \| 7e \| Max Poole \| Royaume-Uni \| Team Picnic-PostNL \| + 43 s \| \| 8e \| Antonio Tiberi \| Italie \| Bahrain Victorious \| + 44 s \| \| 9e \| Michael Storer \| Australie \| Tudor Pro Cycling Team \| + 46 s \| \| 10e \| Giulio Pellizzari \| Italie \| Red Bull-Bora-Hansgrohe \| + 50 s \| |                   |             |                         |                  |
| |                   |             |                         |                  |
| Source : ProCyclingStats |                   |             |                         |                  |
| Classement général |                   |             |                         |                  |
| Coureur | Coureur           | Pays        | Équipe                  | Temps            |
| 1er | Mads Pedersen     | Danemark    | Lidl-Trek               | 20 h 11 min 44 s |
| 2e | Primož Roglič     | Slovénie    | Red Bull-Bora-Hansgrohe | + 17 s           |
| 3e | Mathias Vacek     | Tchéquie    | Lidl-Trek               | + 24 s           |
| 4e | Brandon McNulty   | États-Unis  | UAE Team Emirates XRG   | + 31 s           |
| 5e | Isaac Del Toro    | Mexique     | UAE Team Emirates XRG   | + 32 s           |
| 6e | Juan Ayuso        | Espagne     | UAE Team Emirates XRG   | + 35 s           |
| 7e | Max Poole         | Royaume-Uni | Team Picnic-PostNL      | + 43 s           |
| 8e | Antonio Tiberi    | Italie      | Bahrain Victorious      | + 44 s           |
| 9e | Michael Storer    | Australie   | Tudor Pro Cycling Team  | + 46 s           |
| 10e | Giulio Pellizzari | Italie      | Red Bull-Bora-Hansgrohe | + 50 s           |

### Classement par points
| Classement par points | Classement par points | Classement par points | Classement par points      | Classement par points |
| Coureur               | Coureur               | Pays                  | Équipe                     | Points                |
| --------------------- | --------------------- | --------------------- | -------------------------- | --------------------- |
| 1er                   | Mads Pedersen         | Danemark              | Lidl-Trek                  | 141 pts               |
| 2e                    | Olav Kooij            | Pays-Bas              | Team Visma \| Lease a Bike | 55 pts                |
| 3e                    | Casper van Uden       | Pays-Bas              | Team Picnic-PostNL         | 50 pts                |
| 4e                    | Orluis Aular          | Venezuela             | Movistar Team              | 42 pts                |
| 5e                    | Edoardo Zambanini     | Italie                | Bahrain Victorious         | 41 pts                |
| 6e                    | Alessandro Tonelli    | Italie                | Team Polti VisitMalta      | 35 pts                |
| 7e                    | Tom Pidcock           | Royaume-Uni           | Q36.5 Pro Cycling Team     | 31 pts                |
| 8e                    | Taco van der Hoorn    | Pays-Bas              | Intermarché-Wanty          | 25 pts                |
| 9e                    | Maikel Zijlaard       | Pays-Bas              | Tudor Pro Cycling Team     | 25 pts                |
| 10e                   | Enzo Paleni           | France                | Groupama-FDJ               | 24 pts                |

### Classement de la montagne
| Classement de la montagne | Classement de la montagne | Classement de la montagne | Classement de la montagne | Classement de la montagne |
| Coureur                   | Coureur                   | Pays                      | Équipe                    | Points                    |
| ------------------------- | ------------------------- | ------------------------- | ------------------------- | ------------------------- |
| 1er                       | Lorenzo Fortunato         | Italie                    | XDS Astana Team           | 49 pts                    |
| 2e                        | Sylvain Moniquet          | Belgique                  | Cofidis                   | 20 pts                    |
| 3e                        | Enzo Paleni               | France                    | Groupama-FDJ              | 15 pts                    |
| 4e                        | Taco van der Hoorn        | Pays-Bas                  | Intermarché-Wanty         | 14 pts                    |
| 5e                        | Pello Bilbao              | Espagne                   | Bahrain Victorious        | 12 pts                    |
| 6e                        | Alessandro Tonelli        | Italie                    | Team Polti VisitMalta     | 11 pts                    |
| 7e                        | Giulio Ciccone            | Italie                    | Lidl-Trek                 | 9 pts                     |
| 8e                        | Alessandro Verre          | Italie                    | Arkéa-B&B Hotels          | 8 pts                     |
| 9e                        | Chris Hamilton            | Australie                 | Team Picnic-PostNL        | 6 pts                     |
| 10e                       | Mads Pedersen             | Danemark                  | Lidl-Trek                 | 4 pts                     |

### Classement du meilleur jeune
| Classement du meilleur jeune | Classement du meilleur jeune | Classement du meilleur jeune | Classement du meilleur jeune | Classement du meilleur jeune |
| Coureur                      | Coureur                      | Pays                         | Équipe                       | Temps                        |
| ---------------------------- | ---------------------------- | ---------------------------- | ---------------------------- | ---------------------------- |
| 1er                          | Mathias Vacek                | Tchéquie                     | Lidl-Trek                    | 20 h 12 min 08 s             |
| 2e                           | Isaac Del Toro               | Mexique                      | UAE Team Emirates XRG        | + 8 s                        |
| 3e                           | Juan Ayuso                   | Espagne                      | UAE Team Emirates XRG        | + 11 s                       |
| 4e                           | Max Poole                    | Royaume-Uni                  | Team Picnic-PostNL           | + 19 s                       |
| 5e                           | Antonio Tiberi               | Italie                       | Bahrain Victorious           | + 20 s                       |
| 6e                           | Giulio Pellizzari            | Italie                       | Red Bull-Bora-Hansgrohe      | + 26 s                       |
| 7e                           | Davide Piganzoli             | Italie                       | Team Polti VisitMalta        | + 35 s                       |
| 8e                           | Felix Engelhardt             | Allemagne                    | Team Jayco AlUla             | + 1 min 53 s                 |
| 9e                           | Martin Tjøtta                | Norvège                      | Arkéa-B&B Hotels             | + 2 min 35 s                 |
| 10e                          | Edoardo Zambanini            | Italie                       | Bahrain Victorious           | + 2 min 50 s                 |

### Classement par équipes
| Classement par équipes | Classement par équipes     | Classement par équipes | Classement par équipes |
| Équipe                 | Équipe                     | Pays                   | Temps                  |
| ---------------------- | -------------------------- | ---------------------- | ---------------------- |
| 1re                    | Lidl-Trek                  | États-Unis             | 60 h 36 min 32 s       |
| 2e                     | UAE Team Emirates XRG      | Émirats arabes unis    | + 7 s                  |
| 3e                     | Red Bull-BORA-hansgrohe    | Allemagne              | + 15 s                 |
| 4e                     | Movistar Team              | Espagne                | + 1 min 35 s           |
| 5e                     | Team Jayco AlUla           | Australie              | + 2 min 52 s           |
| 6e                     | XDS Astana Team            | Kazakhstan             | + 3 min 00 s           |
| 7e                     | Bahrain-Victorious         | Bahreïn                | + 3 min 24 s           |
| 8e                     | Ineos Grenadiers           | Royaume-Uni            | + 3 min 55 s           |
| 9e                     | Team Picnic-PostNL         | Pays-Bas               | + 4 min 37 s           |
| 10e                    | Team Visma \| Lease a Bike | Pays-Bas               | + 4 min 55 s           |

## Abandons
- 4 -  Jai Hindley (Red Bull-Bora-Hansgrohe) : abandon
- 13 -  Juri Hollmann (Alpecin-Deceuninck) : abandon
- 95 -  Dion Smith (Intermarché-Wanty) : abandon
- 216 -  Alessandro Pinarello (VF Group-Bardiani CSF-Faizané) : non-partant

## Sanctions
| Coureur          | Équipe                 | Sanctions | Raison |
| ---------------- | ---------------------- | --- | --- |
| Matteo Moschetti | Q36.5 Pro Cycling Team | · Relégué de la 8e à 176e place sur la ligne d'arrivée. · -13 points au classement par points. · 500 CHF d'amende. | Art. 2.12.007 5.1 "Déviation du couloir choisi en gênant ou en mettant en danger un autre coureur et sprint irrégulier (notamment tirer le maillot ou la selle d’un autre coureur, intimidation ou menace, coup de tête, de genoux, de coude, d’épaule ou de la main, etc.)." |